# Paul Corey
Paul Frederick Corey (geboren am 8. Juli 1903 in Marne, Shelby County, Iowa; gestorben am 17. Dezember 1992 in Sonoma, Kalifornien) war ein amerikanischer Schriftsteller. Er ist bekannt für seine Romane, die im ländlichen Mittleren Westen der USA spielen. Außerdem schrieb er einen Science-Fiction-Roman, mehrere Jugendbücher sowie eine Reihe von Ratgebern über Hausbau und ähnliche Themen.

## Leben
Corey wurde 1903 auf der elterlichen Farm in der Nähe der Kleinstadt Marne als jüngstes von sieben Kindern geboren. Seine Eltern waren der Farmer Edwin Olney Corey und die Lehrerin Margaret Morgan, geborene Brown. Sein Vater starb, als Corey zwei Jahre alt war, aber der Mutter gelang es mit Hilfe der älteren Brüder die 160-Morgen-Farm weiter zu bewirtschaften. Mit vierzehn Jahren zog er mit seiner Mutter und einem älteren Bruder nach Atlantic, wo er 1921 die High School abschloss. Anschließend studierte er an der University of Iowa und machte dort 1925 seinen B. A. in Journalistik.
Nach seinem Studium arbeitete er als Reporter für ein Blatt in Chicago, zog aber schon nach wenigen Monaten nach New York, wo er von 1927 bis 1928 für die Encyclopædia Britannica und 1930 bis 1931 für die National Encyclopaedia arbeitete. Außerdem schrieb er für die Zeitschriften Real Estate Record and Builder’s Guide. 1928 heiratete er die Lyrikerin Ruth Lechlitner, mit der er ein Jahr in Europa verbrachte. Anschließend ließen sie sich in Cold Spring, New York nieder, wo Corey ein Haus baute, Hühner züchtete und als Schriftsteller arbeitete. 
1934 war eine erste Kurzgeschichte, Their Forefathers Were Presidents, veröffentlicht worden. Zahlreiche weitere „proletarische“ Kurzgeschichten folgten bis Ende der 1930er Jahre.
Seine ländliche Trilogie Three Miles Square (1939), The Road Returns (1940) und County Seat (1941) entstand in der Zeit in Cold Spring. 1941 wurde eine Tochter geboren. 1942 arbeitete er als Spezialist für Guerillakriegsführung an der Tactical School des First Service Command in Sturbridge, Massachusetts. Zu dieser Aufgabe kam er durch einen im Magazin Look erschienenen Artikel „Hitler Can Invade America by Air“.
1947 zog die Familie nach Sonoma in Kalifornien, wo Corey ein weiteres Haus baute und weiter als Schriftsteller arbeitete. 
Nach eigener Aussage beendete jedoch die McCarthy-Ära vorerst seine Laufbahn als belletristischer Autor.
Er verfasste daher in den folgenden Jahren mehrere Sachbücher, vor allem über Do-It-Yourself-Hausbau und Tischlern und gab Kurse über Häuserbau am Napa Valley College in Napa.
Neben seiner schriftstellerischen Arbeit war er aktiver Tierschützer, Umweltaktivist und Vertreter liberaler politischer Positionen. Er setzte sich über viele Jahre intensiv für den Schutz der Pumas in den kalifornischen Bergen ein. Außerdem war er ein durch zahlreiche einschlägige Schriften ausgewiesener lebenslanger Katzenfreund und -beobachter.
Der Science-Fiction wandte Corey sich erst spät zu, obwohl er schon lange den Wunsch gehegt hatte, SF zu schreiben. Erst 1962 erschien eine erste SF-Kurzgeschichte, Operation Survival, in dem britischen SF-Magazin New Worlds, nachdem zahlreiche amerikanische Verleger seine Geschichten abgelehnt hatten. 1969 erschien Coreys erster und einziger SF-Roman The Planet of the Blind, der unter dem Titel Die Radarwelt auch ins Deutsche übersetzt wurde. Er erzählt von einem Mann in einer Welt technisch weit fortgeschrittener Blinder und nimmt so das Motiv des Sehenden unter Blinden aus H. G. Wells’ The Country of the Blind (1904) auf.
Sein umfangreicher Nachlass befindet sich heute in den Beständen er University of Iowa Library. Ins Deutsche übersetzt wurde der SF-Roman und eines seiner Jugendbücher. Sein Werk kann als heute völlig vergessen gelten.

## Bibliografie
Farm-Trilogie
- Three Miles Square (1939)
- The Road Returns (1940)
- County Seat (1941)

Romane
- Acres of Antaeus (1946)
- Corn Gold Farm (1948)
- The Planet of the Blind (1969)
  - Deutsch: Die Radarwelt. Übersetzt von Bodo Baumann. Bastei Lübbe SF #6, 1972.

Kurzgeschichten (Auswahl)
- Their Forefathers Were Presidents (1934)
- The Farmer and the Gold Stone (ca. 1935)
- Operation Survival (1962, in: New Worlds Science Fiction, #125 December)
- If You’re So Smart (1969, in: John Carnell (Hrsg.): New Writings in S-F 14)
- Red Carpet Treatment (in: The Diversifier, #23 November 1977)

Jugendbücher
- The Red Tractor (1944)
- Five Acre Hill (1946)
  - Deutsch: Der fünf Morgen Hügel. Paul Meyer, Bremen 1949, OCLC 38698992.
- The Little Jeep (1946)
- Shad Haul (1947)
- Milk Flood (1956)

Sachliteratur
- Buy an Acre : America’s Second Frontier (1944)
- Build a Home (1946)
- Homemade Homes (1950)
- Holiday Homes (1967, auch als How to Build Country Homes on a Budget, 1975)
- Bachelor Bess: My Sister (1975)
- Do cats think? : Notes of a Cat-Watcher (1977)